# Буссе, Фридхельм
Фридхельм Буссе (нем. Friedhelm Busse; 4 февраля 1929, Бохум — 23 июля 2008, Пассау) — немецкий национал-социалистический политик и общественный деятель, идеолог послевоенного неофашизма и штрассеризма. Организатор и руководитель нескольких ультраправых организаций и Свободных товариществ. Один из лидеров германского неонацистского движения.

## Начало политической деятельности
Родился в семье штурмбанфюрера СА, арестованного в Ночь длинных ножей. Был воспитан в духе национал-социализма. Освоил профессию наборщика. В 1944 году, в 15-летнем возрасте, поступил на военную службу в танковую дивизию «Гитлерюгенд» Ваффен-СС.
После войны Фридхельм Буссе состоял в полулегальной военизированной организации молодых антикоммунистов Союз немецкой молодёжи. В июне 1952 был арестован во Франкфурте за уличную драку с политическими противниками. Буссе был членом Социалистической имперской (SRP), затем Немецкой имперской (DRP) партий. Принадлежал к окружению Вильгельма Майнберга, занимал пост председателя одной из районных организаций DRP.
В начале 1960-х примкнул к южнотирольским ультраправым террористам Норберта Бургера. В 1963 арестовывался за хранение динамита.

## Радикал NPD
Освободившись, Фридхельм Буссе в 1965 вступил в Национал-демократическую партию (NPD). Руководил местной организацией NPD. Специализировался на социальной политике и связях с профсоюзами.
В NPD с самого начала существовали острые противоречия между «буржуазно-респектабельными» национал-консерваторами Адольфа фон Таддена и радикальными неонацистами типа Фридхельма Буссе. Особое недовольство партийного руководства вызвало создание по инициативе Буссе студенческой группировки Акция сопротивления, напоминавшей нацистские СА. Зимой 1970/1971 Буссе участвовал в ряде физических столкновений с левыми активистами. 16 января 1971 он организовал атаку на посольство СССР в Бонне. Результатом стало исключение Буссе из NPD.
Близким соратником Фридхельма Буссе выступал бывший полицейский офицер Петер Вайнман, который, как выяснилось впоследствии, являлся тайным агентом Федеральной службы защиты конституции. Кроме того, Вайнман участвовал в Операции «Гладио».

## Основатель VSBD
После исключения из NPD Фридхельм Буссе учредил Народно-социалистическое движение Германии/Партия труда (VSBD). Штаб-квартира была перенесена из Бохума в баварский город Нойбиберг. Программа VSBD в полной мере отразила радикальную идеологию Буссе — не только крайний национализм и неофашизм, но и штрассеристские элементы его мировоззрения, соединение антикоммунизма с антикапитализмом. Доктрина прямого действия была рассчитана на привлечение радикальной молодёжи. VSBD сотрудничала с американской неонацистской группировкой в Небраске и французской неофашистской организацией ФАНЕ.
В наследии НСДАП и нацистской Германии Буссе выделял традицию СА. В его систему ценностей входили кровь и почва, честь и верность, нация и труд. К врагам причислялись СССР, ГДР, марксисты, большевики (коммунисты), евреи, гастарбайтеры, а также «клерикал-фашисты» (этот термин обозначал представителей правоконсервативных сил, враждебных национал-социализму) и западногерманское государство (как «антинациональная» сила).
Активные действия VSBD сводились в основном к уличным нападениям на марксистов, других левых активистов и иностранцев, публичным неонацистским демонстрациям. Наиболее серьёзные столкновения произошли 24 марта 1981 года в Мюнхене.
24 декабря 1980 года 23-летний активист VSBD Франк Шуберт, считавшийся «правой рукой» Буссе, пробираясь из Швейцарии с оружием и оснащением для организации, вступил в перестрелку с пограничным патрулём, убил двух человек и покончил с собой. Фридхельм Буссе назвал Шуберта «прекрасным юношей» и требовал для него почётных похорон.
Осенью 1981 года боевики VSBD вместе с французскими единомышленниками запланировали ограбление государственного банка в Реннероде. Замысел стал известен полиции. 20 октября 1981 в Мюнхене произошла перестрелка боевиков с полицейскими. Двое членов VSBD, в том числе Курт Вольфграм, были убиты, трое арестованы. Организация Фридхельма Буссе стала рассматриваться как элемент европейской сети неонацистского терроризма.
Вскоре VSBD была запрещена, Буссе арестован по обвинениям в хранении оружия и давлении на правосудие. Он предстал перед мюнхенским судом и в 1983 приговорён к 3 годам 9 месяцам лишения свободы.

## Лидер FAP и идеолог Freie Kameradschaften
С 1979 года действовала основанная при участии Буссе Свободная немецкая рабочая партия (FAP). С конца 1980-х Буссе и его сторонники оттеснили от руководства FAP Михаэля Кюнена. Пост председателя FAP занял Буссе. Партия превратилась в ведущую организацию германских неонацистов. Идеологически она полностью перешла на позиции штрассеризма в версии Фридхельма Буссе.
Глобальные политические перемены рубежа 1980—1990-х годов — распад СССР, объединение Германии, окончание Холодной войны — дезактуализировали антикоммунистические и антисоветские установки Фридхельма Буссе. Утратили популярность и социалистические лозунги. Буссе стал акцентировать ксенофобию, борьбу с иммиграцией, антисемитизм.
В 1995 году FAP была запрещена. Годом ранее Буссе участвовал в создании Штутгартского товарищества — одной из первых структур системы Freie Kameradschaften. Собрание было разогнано полицией, Буссе арестован и приговорён к 20 месяцам тюрьмы условно. Обвинение касалось попытки воссоздания ранее запрещённой группировки Фронт действия национал-социалистов/Национальные активисты.
В конце 1997 года Фридхельм Буссе организовал в Баварии «Катакомбную академию» — учебный центр праворадикального актива. Руководил информационно-политической службой, публиковавшей неонацистские материалы в печати и Интернете. По договорённости с Гюнтером Деккертом восстановил членство в NPD. Являлся ключевой фигурой праворадикального движения Национальное сопротивление.
В 2002 году Фридхельм Буссе вновь был арестован за антисемитские высказывания и выступления, воспринятые как призывы к антигосударственному мятежу для установления национал-социалистического режима. Был приговорён к 2 годам 4 месяцам тюрьмы. На время заключения назначил своим преемником в «Национальном сопротивлении» активиста Freie Kameradschaften Нормана Бордина. Он призвал также к укреплению сотрудничества с NPD.

## Свастика на похоронах
Скончался Фридхельм Буссе в возрасте 79 лет. Похоронен на кладбище в Пассау. В траурной церемонии участвовали тогдашний председатель NPD Удо Фойгт, лидеры Freie Kameradschaften Кристиан Ворх и Томас Вульф, всего около сотни неонацистских активистов.
В гроб Фридхельма Буссе был публично положен флаг со свастикой. В результате произошла стычка с полицией, был задержан Томас Вульф. По приказу прокурора Пассау гроб был открыт, флаг изъят в качестве вещественного доказательства на судебном процессе. Вульфа приговорили к штрафу в 1200 евро за использование антиконституционной символики.
Фридхельм Буссе остаётся посмертным авторитетом германского ультраправого движения.